# Barry Smith (Eishockeyspieler)
Barry Edward Smith (* 25. April 1955 in Surrey, British Columbia; † 7. September 2013 in Blaine, Tennessee, USA) war ein kanadischer Eishockeyspieler und -trainer, der im Verlauf seiner aktiven Karriere zwischen 1970 und 1981 unter anderem 114 Spiele für die Boston Bruins und Colorado Rockies in der National Hockey League (NHL) auf der Position des Centers bestritten hat. Den Großteil seiner Karriere verbrachte Smith allerdings bei den Rochester Americans in der American Hockey League (AHL), für die er 350 Partien absolvierte. Seine größten Erfolge feierte der spätere Minor-League-Trainer während seiner Juniorenkarriere im Trikot der kanadischen U20-Nationalmannschaft mit dem Gewinn der Silbermedaille bei der inoffiziellen Junioren-Weltmeisterschaft 1975 sowie der Auszeichnung zum wertvollsten Spielers des Memorial Cups im selben Jahr.

## Karriere
Smith verbrachte zwischen 1970 und 1975 eine von zahlreichen Teamwechseln geprägte Juniorenkarriere in der Western Canada Hockey League (WCHL). Zunächst kam der Stürmer zum Ende der Saison 1969/70 zu seinen ersten Einsätzen bei den Estevan Bruins, für die er auch in der folgenden Spielzeit aufs Eis ging. Zum Spieljahr 1971/72 wurde das Franchise von Estevan in der Provinz Saskatchewan nach New Westminster im Smiths Heimatprovinz British Columbia umgesiedelt, sodass er zu Beginn der Saison das Trikot der New Westminster Bruins trug. Alsbald wurde er aber zum Ligakonkurrenten Vancouver Nats transferiert. Dort stand Smith bis Mitte des folgenden Spieljahres unter Vertrag, ehe er zu den Bruins zurückkehrte. Dort war er bis zum Ende seiner Juniorenzeit im Sommer 1975 aktiv und gewann zu deren Abschluss mit dem Team den President’s Cup, die Meisterschaftstrophäe der WCHL. Anschließend bestritt er mit den New Westminster Bruins den prestigeträchtigen Memorial Cup, den sie im Finalspiel gegen die Toronto Marlboros verloren. Dennoch wurde Smith mit der Stafford Smythe Memorial Trophy als wertvollster Spieler des Turniers und der Berufung ins All-Star Team ausgezeichnet. Folglich wurde er sowohl im NHL Amateur Draft 1975 in der zweiten Runde an 32. Stelle von den Boston Bruins aus der National Hockey League (NHL) als auch im WHA Amateur Draft 1975 von den Edmonton Oilers aus der zu dieser Zeit mit der NHL in Konkurrenz stehenden World Hockey Association in der zweiten Runde an 36. Position ausgewählt.
Der Mittelstürmer wechselte daraufhin im Sommer 1975 in die Organisation der Boston Bruins in die NHL. Dort war er zu Beginn der Spielzeit 1975/76 bis Ende November 1975 Stammspieler und kam so zu 19 Saisoneinsätzen, in denen ihm allerdings nur ein Treffer gelang. Daraufhin wurde er zum Farmteam Rochester Americans in die American Hockey League (AHL) geschickt, wo er das Spieljahr beendete. In der Folge gelang es dem Jungspieler nicht mehr in den NHL-Kader Bostons zurückzukehren und so verbrachte er die folgenden drei Spielzeiten bis zum Sommer 1979 – weiter bei den Bruins unter Vertrag stehend – bei den Amerks in der AHL.
Da der auslaufende Vertrag des Kanadiers über das Ende der Spielzeit 1978/79 nicht verlängert wurde, wechselte er im September 1979 als Free Agent zu den Colorado Rockies. Diese setzten ihn zunächst weiter in der AHL bei den Rochester Americans ein, ehe sie ihn Ende des Kalenderjahres 1979 in ihr Aufgebot beriefen. Am Saisonende konnte Smith 33 Einsätze für Colorado vorweisen, womit ihm auch in der Saison 1980/81 ein Stammplatz sicher war. Neben einigen Spielen für die Fort Worth Texans in der Central Hockey League (CHL), wo er bereits im Vorjahr für die Birmingham Bulls zu Einsätzen gekommen war, bestritt Smith 62 Partien für die Rockies. Dabei gelangen ihm acht Scorerpunkte. Dennoch beendete der 31-Jährige nach Spielzeit seine aktive Karriere.
Nach seinem Karriereende begann Smith im Juniorenbereich als Trainer zu arbeiten. Dort war er zwischen 1982 und 1992 zehn Jahre lang in Rochester im Bundesstaat Michigan tätig, ehe er zur Saison 1992/93 in den Profibereich wechselte. Er arbeitete bis Februar 1997 als Cheftrainer der Knoxville Cherokees in der East Coast Hockey League (ECHL) und erhielt am Ende der Spielzeit 1993/94 die Auszeichnung (ECHL Coach of the Year) als bester Trainer der Liga. Nach seiner Entlassung, bei der er durch Jack Capuano ersetzt wurde, pausierte Smith für etwas mehr als ein Jahr. Zur Saison 1998/99 wurde er als Assistenztrainer der Winston-Salem IceHawks aus der United Hockey League (UHL) vorgestellt. Die folgende Saison verbrachte er in selber Position bei den Syracuse Crunch aus der AHL. Seine letzte Trainerstation waren die San Angelo Outlaws aus der West Coast Hockey League (WCHL), die er in der Saison 2000/01 als Cheftrainer betreute. In der Folge ließ sich Smith im Bundesstaat Tennessee nieder, wo er im September 2013 im Alter von 58 Jahren verstarb.

### International
Für sein Heimatland nahm Smith mit der kanadischen U20-Nationalmannschaft an der inoffiziellen Junioren-Weltmeisterschaft 1975 teil, die in der kanadischen Provinz Manitoba sowie den US-Bundesstaaten Minnesota und North Dakota stattfand. Zum Gewinn der Silbermedaille steuerte der Mittelstürmer in den fünf Turnierspielen drei Scorerpunkte bei. Darunter befand sich ein Tor.

## Erfolge und Auszeichnungen
- 1975 President’s-Cup-Gewinn mit den New Westminster Bruins
- 1975 Stafford Smythe Memorial Trophy
- 1975 Memorial Cup All-Star Team
- 1994 ECHL Coach of the Year

### International
- 1975 Silbermedaille bei der Junioren-Weltmeisterschaft

## Karrierestatistik

### International
Vertrat Kanada bei:
- Junioren-Weltmeisterschaft 1975

(Legende zur Spielerstatistik: Sp oder GP = absolvierte Spiele; T oder G = erzielte Tore; V oder A = erzielte Assists; Pkt oder Pts = erzielte Scorerpunkte; SM oder PIM = erhaltene Strafminuten; +/− = Plus/Minus-Bilanz; PP = erzielte Überzahltore; SH = erzielte Unterzahltore; GW = erzielte Siegtore; 1 Play-downs/Relegation; Kursiv: Statistik nicht vollständig)